# James Gibson (voetballer)
James Gibson (Irvine, 23 april 1989) is een Schotse voetballer (verdediger) die sinds 2006 voor de Schotse eersteklasser Hamilton Academical FC uitkomt. Hij speelt al zijn hele profcarrière voor Hamilton.